# Andreas Matthias Hofer
Andreas Matthias Hofer (* 8. Januar 1907 in Kraupischken; † 1. Juni 1989 in Mielkendorf) war ein deutscher Politiker (GB/BHE, GDP).
Hofer war von Beruf Landwirt. Er trat zum 1. Mai 1931 der NSDAP bei (Mitgliedsnummer 533.722). Trotz seiner Parteimitglied stufen ihn Danker und Lehmann-Himmel in ihrer Studie über das Verhalten und die Einstellungen der Schleswig-Holsteinischen Landtagsabgeordneten und Regierungsmitglieder der Nachkriegszeit in der NS-Zeit aufgrund unzureichender Quellenlage als „unzuordnenbar“ ein. In der jungen Bundesrepublik engagierte er, der aus Ostpreußen stammte, sich in der Vertriebenenpartei GB/BHE. Er rückte am 27. April 1961 für Hans Schult in den Landtag von Schleswig-Holstein nach. Durch die Fusion des GB/BHE mit der Deutschen Partei wenige Tage später wurde er am 8. Mai 1961 Mitglied der GDP, des Fusionsproduktes beider Parteien. Dem Landtag gehörte er bis Oktober 1962 an. Er war dort Mitglied der Ausschüsse für Ernährung, Landwirtschaft und Forsten und für Jugendfragen sowie des Eingabenausschusses.